# Kalkot Mataskelekele

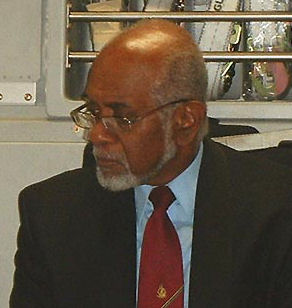
Kalkot Mataskelekele (2009)

Kalkot Mataskelekele (* 24. April 1949) ist ein vanuatuischer Politiker. Er war vom 16. August 2004 bis 16. August 2009 Präsident von Vanuatu.
Er ist ein Anwalt aus der Hauptstadt Port Vila und das erste Staatsoberhaupt Vanuatus, das einen Universitätsabschluss hat.
Mataskelekele hatte bereits mit Unterstützung der Regierung von Edward Nipake Natapei Tuta Fanua’ariki bei der Präsidentschaftswahl im April 2004 kandidiert, unterlag damals aber Alfred Maseng Nalo. Nach dem Rücktritt von Maseng und neuen Parlamentswahlen wurde eine neue Präsidentschaftswahl am 12. August 2004 abgehalten, welche bis zum 16. August andauerte. Nachdem Willie David Saul mit 27 und Donald Kalpokas mit 26 Stimmen die verfassungsmäßige Stimmenmehrheit im Wahlgang am 13. August 2004 nicht erreicht hatten und die Wahlgänge am 16. August 2004 zunächst auch keine Mehrheiten für einen der Kandidaten erbrachten, entschied der Oberste Richter, dass die Wahlversammlung bis zur verfassungsmäßigen Wahl eines Präsidenten tagen sollte. Kalpokas zog seine Kandidatur zurück, so dass schließlich Mataskelekele mit 49 Stimmen bei 7 Stimmen für Saul zum Präsidenten gewählt wurde.
Mataskelekele war Schwager des ersten Premierministers des unabhängigen Vanuatu, Walter Hadye Lini.